# Dioscorea pringlei
Dioscorea pringlei är en enhjärtbladig växtart som beskrevs av Charles Budd Robinson. Dioscorea pringlei ingår i släktet Dioscorea och familjen Dioscoreaceae. Inga underarter finns listade i Catalogue of Life.